# Citavi
Citavi è un software per la gestione di bibliografie e delle conoscenze disponibile per il sistema operativo Windows. Si usa nelle università per scrivere tesine, tesi e pubblicazioni accademiche e scientifiche e nelle ditte per organizzare le conoscenze in gruppi di lavoro e per scrivere rapporti. Citavi viene sviluppato dalla ditta 'Swiss Academic Software' di Wädenswil/Zurigo. Si basa sulla piattaforma .NET.

## Versioni
La prima versione, sviluppata all'Università Heinrich Heine di Düsseldorf/Germania, è uscita nel 1995 con il nome di LiteRat. Nel 2006 la versione 2.0 è stata pubblicata con il nome di Citavi, e nel 2010 è uscita la versione Citavi 3, graficamente e tecnologicamente completamente rinnovata. Da quella versione è disponibile in inglese, oltre al tedesco.  Dalla versione 4 Citavi è disponibile in francese, inglese, italiano, polacco, portoghese, spagnolo e tedesco. La versione 4 include anche un plugin per Word.
Citavi 5 è stato pubblicato nel mese di aprile del 2015 con edizioni per utenti individuali e per gruppi di lavoro. A febbraio del 2018, con Citavi 6, si aggiungono le funzioni di salvare i dati nel Cloud di Citavi e di condividere dei progetti con altri utenti, invitandoli e assegnando dei diritti d'accesso differenziati.
Lo sviluppo di una versione per OS X è stato abbandonato nel 2011, la creazione di una versione web indipendente dal sistema operativo è in corso.

## Prodotti
- Citavi Free si può scaricare e installare gratuitamente e senza chiave di licenza. Permette di salvare fino a 100 titoli per progetto (i database in Citavi si chiamano "progetti"), non esistono altre restrizioni. Il numero di progetti non è limitato. I progetti Cloud si salvano nel Cloud di Citavi, e i progetti locali si salvano in un file sul computer. I progetti Cloud si possono condividere con altre persone, i ruoli sono "Lettore", "Autore" e "Amministratore".
- Con una licenza Citavi for Windows si elimina il limite dei 100 titoli.
- Le licenze di Citavi for DBServer permettono alle istituzioni e alle ditte di salvare i dati dei progetti in un Microsoft SQL Server installato nel proprio intranet. Gli utenti se gestiscono coll'Active Directory e si possono configurare i diritti d'accesso a livello di utente e di progetto.

## Funzioni
Citavi integra la gestione dei titoli e dei full-text con delle funzioni della gestione del sapere e della programmazione dei compiti. Il programma è abbastanza intuitivo, grazie al "supporto rapido", una specie di manuale contestualizzato integrato in Citavi, oltre a un manuale online, una serie di email introduttive, dei video, un foro di supporto e, per gli utenti con licenza, il supporto personale.

### Gestione dei titoli
- Si possono raccogliere, gestire e salvare i riferimenti di 35 tipi di documenti (libri, articoli, conferenze, materiale audio o video, ecc.).
- Ricerca in migliaia di banche dati scientifiche (ad esempio in PubMed,  Web of Science ecc.), e cataloghi di biblioteche. I COinS sono supportati, dei dati bibliografici integrati nel codice fonte delle pagine web di molti editori di riviste scientifiche. Inoltre, è possibile abbonare dei RSS in Citavi.
- I picker di Citavi, degli add-ons per i navigatori internet Mozilla Firefox, Internet Explorer e Google Chrome, riconoscono degli ISBN, dei DOI, delle PubMed-ID, delle PMCID e delle arXiv-id sulle pagine web, e i titoli corrispondenti si possono importare in Citavi con un clic. Le pagine web possono essere importate e trasformate in documenti pdf per salvare il contenuto della pagina. Con il picker per Adobe Acrobat e Acrobat Reader si possono importare dei documenti pdf. I riferimenti bibliografici sono aggiunti automaticamente se sono disponibili.
- I documenti pdf si possono annotare direttamente in Citavi.[5] La funzione di ricerca nel progetto cerca anche nel full text dei pdf se il testo si può estrarre.
- Citavi si può collegare a vari programmi per l'elaborazione di testi. 
  - Per Microsoft Word esiste un add-on per inserire delle citazioni da Citavi senza uscire da Word. La bibliografia cresce automaticamente durante la scrittura nello stile di citazione desiderato.
  - Vari editori LaTeX permettono l'inserzione diretta di citazioni letterali e di comandi di citazioni LaTeX da Citavi (ad esempio \cite{Mueller2008}).[6]
  - In OpenOffice Writer e LibreOffice Writer come anche in tutti gli altri programmi capaci di processare dei files rtf (ad esempio Scrivener) vengono inseriti dei segnaposto, la bibliografia è generata durante la formattazione finale. [solo fino a Citavi 5]
- In Citavi sono disponibili 11.512 stili di citazione (24 aprile 2021). Ulteriori stili per riviste accademiche e scientifiche sono creati su richiesta. Un editore di stili integrato permette l'elaborazione di stili propri e di cambiare degli stili messi a disposizione.

### Organizzazione del sapere
- Citavi gestisce non solo i riferimenti bibliografici, ma anche degli estratti testo e immagini di documenti come citazioni letterali, come anche delle idee proprie. Queste citazioni letterali ed idee si possono inserire nel processore di testi, le corrispondenti fonti vengono citati automaticamente. Citavi distingue cinque tipi di citazioni e due tipi di idee.[7] Durante l'annotazione del documento pdf, le citazioni estratte vengono collegate al posto esatto nel pdf, il che permette di tornarci con un clic.
- È possibile strutturare una pubblicazione (la tesi, ecc.) in un sistema di categorie. All'interno di ogni categoria, le citazioni letterali estratte dai documenti studiati e le idee proprie possono essere ordinate per creare l'argomento, permettendo così la strutturazione del testo prima di cominciare a scrivere.

### Programmazione dei compiti
- Dei compiti possono essere legati a singoli titoli o al progetto in generale. Permettono l'organizzazione delle scadenze e dei passi da eseguire.
- Compiti specifici come 'Discutere' e 'Verificare' possono essere legate a una parte di un documento.
- Nei progetti di gruppo salvati nel Cloud o in un DBServer i compiti possono essere assegnati ad altri membri del gruppo.

## Compatibilità
I dati bibliografici salvati in Citavi possono essere importati da altri programmi per la gestione delle bibliografie e Citavi può importare questi dati da altri programmi, o direttamente, come nel caso di EndNote e di archivi BibTeX, oppure tramite un filtro o un file RIS esportato da Mendeley, ProCite, Reference Manager, RefWorks, Zotero o altri.